# Ницинское сельское поселение
Ни́цинское се́льское поселе́ние — муниципальное образование в Слободо-Туринском районе Свердловской области. Административный центр — село Ницинское.

## География
Ницинское сельское поселение расположено в западной части Слободо-Туринского района, граничит с Байкаловским районом.

## История
Ницинское сельское поселение образовано в 2004 году в результате объединения Ницинского и Бобровского сельских советов.

## Население
| 2010  | 2011  | 2012  | 2013  | 2014  | 2015  | 2016  |
| ----- | ----- | ----- | ----- | ----- | ----- | ----- |
| 1463  | ↘1457 | ↘1412 | ↘1367 | ↘1325 | ↘1297 | ↘1261 |
| 2017  | 2018  | 2019  | 2020  | 2021  | 2023  |       |
| ↘1244 | ↘1210 | ↘1187 | ↘1163 | ↘1071 | ↘1024 |       |

## Состав сельского поселения
| № | Населённый пункт | Тип населённого пункта       | Население |
| - | ---------------- | ---------------------------- | --------- |
| 1 | Бобровское       | село                         | ↘188      |
| 2 | Звезда           | посёлок                      | ↘169      |
| 3 | Ницинское        | село, административный центр | ↘580      |
| 4 | Юрты             | деревня                      | ↘134      |